# أدولفو تشافيز
أدولفو تشافيز هو سياسي بوليفي، ولد في 2 مارس 1971.